# Stanowiszcze
Stanowiszcze (lit. Staniškės) − wieś na Litwie, w rejonie solecznickim, 5 km na północny zachód od Turgieli, zamieszkana przez 35 ludzi. Przed II wojną światową w Polsce, w powiecie wileńsko-trockim województwa wileńskiego.